# Axylia triseriata
Axylia triseriata là một loài bướm đêm trong họ Noctuidae.